# بطولة آسيان 2024
بطولة آسيان 2024 (رسميًا كأس آسيان ميتسوبيشي إلكتريك 2024 لأسباب تتعلق بالرعاية) هي النسخة الخامسة عشرة من بطولة آسيان لكرة القدم (بطولة اتحاد آسيان لكرة القدم سابقًا) للدول التابعة لاتحاد آسيان لكرة القدم (AFF).
كان من المقرر في الأصل أن تقام البطولة النهائية في الفترة من 23 نوفمبر إلى 21 ديسمبر. ومع ذلك، قرر اتحاد آسيان لكرة القدم تغيير الجدول الزمني من 8 ديسمبر 2024 إلى 5 يناير 2025 لتجنب التعارض مع المسابقات القارية للأندية.
حققت فيتنام لقبها الثالث بعد تغلبها على تايلاند حاملة اللقب مرتين بنتيجة 5–3 في مجموع المباراتين في المباراة النهائية المكونة من مباراتين.

## النظام
تبعت بطولة آسيان لعام 2024 نفس النظام الذي كان عليه في عام 2018. وفي النظام الحالي، تأهلت المنتخبات التسعة الأعلى تصنيفا تلقائيا، بينما لعبت الفرق المصنفة في المركز العاشر والحادي عشر في تصفيات من مباراتين. قُسمت الفرق العشرة إلى مجموعتين من خمسة فرق، ولعبت بنظام دورة روبن، حيث لعب كل فريق مباراتين على أرضه ومباراتين خارج أرضه. تأهل الفريقان الأول والثاني من كل مجموعة إلى مرحلة خروج المغلوب التي تتكون من مباراتين في نصف النهائي والنهائي. لم يتم تطبيق قاعدة الأهداف خارج الأرض.

## التصفيات
تأهلت تسعة فرق تلقائيًا إلى نهائيات البطولة. وقد تم تقسيمهم لمستويات مختلفة، على أساس أداء النسختين الأخيرتين.
لعبت بروناي وتيمور الشرقية، اللتان كانتا الفريقين الأقل تصنيفًا، مباراة تصفيات من مباراتين لتحديد الفريق العاشر والأخير. في 15 أكتوبر 2024، فازت تيمور الشرقية على بروناي بنتيجة 1–0 في مجموع المباراتين لتصبح أخر مشارك.
أستراليا، العضو منذ عام 2013، لم تشارك في البطولة بسبب القيود التي فرضها اتحاد كرة القدم في أسيان.

### المنتخبات المتأهلة
| المنتخب       | الظهور     | أفضل أداء سابق                                                                                 |
| ------------- | ---------- | ---------------------------------------------------------------------------------------------- |
| كمبوديا       | العاشر     | مرحلة المجموعات (1996، 2000، 2002، 2004، 2008، 2016، 2018، 2020، 2022)                         |
| إندونيسيا     | الخامس عشر | الوصيف (2000، 2002، 2004، 2010، 2016، 2020)                                                    |
| لاوس          | الرابع عشر | مرحلة المجموعات (1996، 1998، 2000، 2002، 2004، 2007، 2008، 2010، 2012، 2014، 2018، 2020، 2022) |
| ماليزيا       | الخامس عشر | البطل (2010)                                                                                   |
| ميانمار       | الخامس عشر | المركز الرابع / نصف النهائي (2004، 2016)                                                       |
| الفلبين       | الرابع عشر | نصف النهائي (2010، 2012، 2014، 2018)                                                           |
| سنغافورة      | الخامس عشر | البطل (1998، 2004، 2007، 2012)                                                                 |
| تايلاند       | الخامس عشر | البطل (1996، 2000، 2002، 2014، 2016، 2020، 2022)                                               |
| تيمور الشرقية | الرابع     | مرحلة المجموعات (2004، 2018، 2020)                                                             |
| فيتنام        | الخامس عشر | البطل (2008، 2018)                                                                             |

## القرعة
سُحبت قرعة البطولة يوم 21 مايو 2024 في هانوي، فيتنام على الساعة 14:00 (ت ع م+07:00). تمت تعيين الأواني على أساس تقدم كل منتخب بناءً على النسختين السابقين. إذا كانت النتائج متساوية، سيتم منح الأولوية لأحدث بطولة.
في وقت القرعة، كانت هوية المنتخب الذي حصل على التأهل من التصفيات غير معروفة، وتم وضعه تلقائيًا في المستوى 5.
| الأواني | المنتخبات     | 2022 | 2020 |
| ------- | ------------- | ---- | ---- |
| 1       | تايلاند       | 1    | 1    |
| 1       | فيتنام        | 2    | 3    |
| 2       | إندونيسيا     | 4    | 2    |
| 2       | ماليزيا       | 3    | 6    |
| 3       | سنغافورة      | 5    | 4    |
| 3       | الفلبين       | 7    | 5    |
| 4       | كمبوديا       | 6    | 7    |
| 4       | ميانمار       | 8    | 8    |
| 5       | لاوس          | 9    | 9    |
| 5       | تيمور الشرقية | ل.ي  | 10   |

## جدول المباريات
لعبت جميع المباريات في الفترة من 8 ديسمبر 2024 إلى 5 يناير 2025.
| مرحلة المجموعات    | —               | المجموعة الأولى | المجموعة الأولى                              | المجموعة الثانية                               | المجموعة الثانية                               |
| مرحلة المجموعات    | —               | التاريخ         | المباريات                                    | التاريخ                                        | المباريات                                      |
| ------------------ | --------------- | --------------- | -------------------------------------------- | ---------------------------------------------- | ---------------------------------------------- |
| مرحلة المجموعات    | الجولة الأولى   | 8 ديسمبر 2024   | 4 ضد 2 5 ضد 1                                | 9 ديسمبر 2024                                  | 4 ضد 2 5 ضد 1                                  |
| مرحلة المجموعات    | الجولة الثانية  | 11 ديسمبر 2024  | 2 ضد 5 3 ضد 4                                | 12 ديسمبر 2024                                 | 2 ضد 5 3 ضد 4                                  |
| مرحلة المجموعات    | الجولة الثالثة  | 14 ديسمبر 2024  | 5 ضد 3 1 ضد 2                                | 15 ديسمبر 2024                                 | 5 ضد 3 1 ضد 2                                  |
| مرحلة المجموعات    | الجولة الرابعة  | 17 ديسمبر 2024  | 3 ضد 1 4 ضد 5                                | 18 ديسمبر 2024                                 | 3 ضد 1 4 ضد 5                                  |
| مرحلة المجموعات    | الجولة الخامسة  | 20 ديسمبر 2024  | 1 ضد 4 2 ضد 3                                | 21 ديسمبر 2024                                 | 1 ضد 4 2 ضد 3                                  |
| مرحلة خروج المغلوب | نصف النهائي     | نصف النهائي     | نصف النهائي                                  | نصف النهائي                                    | نصف النهائي                                    |
| مرحلة خروج المغلوب | —               | التاريخ         | المباريات                                    | التاريخ                                        | المباريات                                      |
| مرحلة خروج المغلوب | المباراة الذهاب | 26 ديسمبر 2024  | ثاني المجموعة الأولى ضد أول المجموعة الثانية | 27 ديسمبر 2024                                 | ثاني المجموعة الثانية ضد أول المجموعة الأولى   |
| مرحلة خروج المغلوب | المباراة الإياب | 29 ديسمبر 2024  | أول المجموعة الثانية ضد ثاني المجموعة الأولى | 30 ديسمبر 2024                                 | أول المجموعة الأولى ضد ثاني المجموعة الثانية   |
| مرحلة خروج المغلوب | النهائي         |                 |                                              |                                                |                                                |
| مرحلة خروج المغلوب | —               | التاريخ         | التاريخ                                      | المباريات                                      | المباريات                                      |
| مرحلة خروج المغلوب | المباراة الذهاب | 2 يناير 2025    | 2 يناير 2025                                 | الفائز بنصف النهائي 1 ضد الفائز بنصف النهائي 2 | الفائز بنصف النهائي 1 ضد الفائز بنصف النهائي 2 |
| مرحلة خروج المغلوب | المباراة الإياب | 5 يناير 2025    | 5 يناير 2025                                 | الفائز بنصف النهائي 2 ضد الفائز بنصف النهائي 1 | الفائز بنصف النهائي 2 ضد الفائز بنصف النهائي 1 |

## التحكيم
في 4 يوليو 2024، أكد اتحاد آسيان لكرة القدم (AFF) رسميًا الاستخدام الشامل لتقنية حكم الفيديو المساعد (VAR) خلال البطولة.   ولضمان التوحيد والاحترافية، سيتم إدارة نظام حكم الفيديو المساعد من قبل جهة خارجية بدلاً من الاستفادة من الموارد المتاحة في الدول الأعضاء. أما بالنسبة لمباريات دور المجموعات، فسيتم استخدام 10 كاميرات لتصوير الأحداث، على أن يزيد العدد إلى 12 كاميرا بدءًا من الدور نصف النهائي. تمثل هذه المبادرة، المرة الأولى التي يتم فيها استخدام تقنية الفيديو في بطولة آسيان للكبار والمرة الثانية فقط التي يتم استخدامها في بطولة تابعة لاتحاد آسيان لكرة القدم بعد بطولة الأولاد تحت 19 سنة 2024.

### اللائحة
اختير الحكام التاليون لقيادة مباريات بطولة آسيان 2024.
حكام الساحة
- اسماعيل حبيب علي
- تام بينج وون
- وونج واي لون
- هيروكي كاساهارا
- هيرويوكي كيمورا
- كوكي ناجامين
- كوجي تاكاساكي
- ريو تانيموتو
- أحمد فيصل العلي
- عمر اليعقوبي
- سلمان أحمد الفلاحي
- كيم داي يونج
- كيم وو سونج
- كو هيونج جين
- محمد الهويش
- عبدالله ظافر الشهري
- رستم لطفولين
- فردوس نورسافاروف
- أكوبيركسوجا شوكورولاييف

الحكام المساعدين
- صلاح عبد العزيز جناحي
- فيصل علوي السيد
- لام ناي كي سام
- سو كاي مان
- وونج بينج تشونج
- يودي نوركاهيا
- بانج بانج سيامسودار
- تاكيشي اسادا
- جون ميهارا
- إيساو نيشيهاشي
- تاكومي تاكاجي
- يوسوكي تاكيبي
- تومويوكي أوميدا
- كوتا واتانابي
- هاماموتو يوسوكي
- أيمن فيصل حمزة عبيدات
- أحمد منصور سمارة محسن
- محمد يسري محمد
- أبو بكر
- خالد عايد
- زاهي الشمري
- تشون جين هي
- جيون جين هي
- كانغ دونغ هو
- كواك سيونج سون
- بارك سانغ جون
- يون جاي يول
- ابراهيم الدخيل
- سعد السبيعي
- خلف الشمري
- سعد سعود
- عبد الحنان عبد الحاسم
- سوباوان هينثونغ
- وارينتورن ساسادي
- بختيورخويا شافكاتوف
- سانجار شايوسوبوف
- تيمور جينولين
- أندريه تسابينكو
- أليشر عثمانوف
- نجوين ترونج هو
- نجوين ترونج فيت

الحكام الرابعون
- ثريق الكثيري
- يودي نوركاهيا
- ريان سابوترا
- محمد كامل زكريا إسماعيل
- محمد نظمي نصر الدين
- محمد أسيد جمال
- رزلان جوفري علي
- توان محمد ياسين توان محمد حنفية
- أحمد اقشاه
- فو تشوان هوي
- أبيشيت نوفوان
- مونجكولتشاي بيتشري
- بانسا تشايسانيت
- سونغكران بونميكيارت
- ويوات جمبا أون
- فردوس نورسافاروف
- هوانج نجوك ها
- لي فو لينه
- نجو دوي لان
- نجوين مان هاي

الحكام المساعدين بالفيديو
- دو جيانشين
- تشوي هيون جاي
- محمد خالد صالح الهويش
- ممدوح مفرح الشهدان
- محمد تقي
- سيفاكورن بو أودوم

## الملاعب
| كوالالمبور                 | سنغافورة | سنغافورة | بانكوك              |
| -------------------------- | --- | --- | ------------------- |
| ملعب بوكيت جليل الوطني     | الملعب الوطني | استاد جالان بيسار                                                                                                 | ملعب راجامانغالا    |
| السعة: 87،500              | السعة: 55،000 | السعة: 10،000 | السعة: 51،560       |
|                            | | |                     |
| يانغون                     | كوالالمبور بنوم بنه سنغافورة بانكوك فييت تري هانوي يانغون سوراكارتا فيينتيان مانيلا أماكن ملاعب بطولة آسيان 2024. | كوالالمبور بنوم بنه سنغافورة بانكوك فييت تري هانوي يانغون سوراكارتا فيينتيان مانيلا أماكن ملاعب بطولة آسيان 2024. | بنوم بنه            |
| ملعب توفونا                | كوالالمبور بنوم بنه سنغافورة بانكوك فييت تري هانوي يانغون سوراكارتا فيينتيان مانيلا أماكن ملاعب بطولة آسيان 2024. | كوالالمبور بنوم بنه سنغافورة بانكوك فييت تري هانوي يانغون سوراكارتا فيينتيان مانيلا أماكن ملاعب بطولة آسيان 2024. | الملعب الأولمبي     |
| السعة: 50،000              | كوالالمبور بنوم بنه سنغافورة بانكوك فييت تري هانوي يانغون سوراكارتا فيينتيان مانيلا أماكن ملاعب بطولة آسيان 2024. | كوالالمبور بنوم بنه سنغافورة بانكوك فييت تري هانوي يانغون سوراكارتا فيينتيان مانيلا أماكن ملاعب بطولة آسيان 2024. | السعة: 50،000       |
|                            | كوالالمبور بنوم بنه سنغافورة بانكوك فييت تري هانوي يانغون سوراكارتا فيينتيان مانيلا أماكن ملاعب بطولة آسيان 2024. | كوالالمبور بنوم بنه سنغافورة بانكوك فييت تري هانوي يانغون سوراكارتا فيينتيان مانيلا أماكن ملاعب بطولة آسيان 2024. |                     |
| فيينتيان                   | كوالالمبور بنوم بنه سنغافورة بانكوك فييت تري هانوي يانغون سوراكارتا فيينتيان مانيلا أماكن ملاعب بطولة آسيان 2024. | كوالالمبور بنوم بنه سنغافورة بانكوك فييت تري هانوي يانغون سوراكارتا فيينتيان مانيلا أماكن ملاعب بطولة آسيان 2024. | هانوي               |
| ملعب لاوس الوطني الجديد    | كوالالمبور بنوم بنه سنغافورة بانكوك فييت تري هانوي يانغون سوراكارتا فيينتيان مانيلا أماكن ملاعب بطولة آسيان 2024. | كوالالمبور بنوم بنه سنغافورة بانكوك فييت تري هانوي يانغون سوراكارتا فيينتيان مانيلا أماكن ملاعب بطولة آسيان 2024. | ملعب هانغ داي       |
| السعة: 25،000              | كوالالمبور بنوم بنه سنغافورة بانكوك فييت تري هانوي يانغون سوراكارتا فيينتيان مانيلا أماكن ملاعب بطولة آسيان 2024. | كوالالمبور بنوم بنه سنغافورة بانكوك فييت تري هانوي يانغون سوراكارتا فيينتيان مانيلا أماكن ملاعب بطولة آسيان 2024. | السعة: 22،500       |
| ملف:Stadenat-vientiane.jpg | كوالالمبور بنوم بنه سنغافورة بانكوك فييت تري هانوي يانغون سوراكارتا فيينتيان مانيلا أماكن ملاعب بطولة آسيان 2024. | كوالالمبور بنوم بنه سنغافورة بانكوك فييت تري هانوي يانغون سوراكارتا فيينتيان مانيلا أماكن ملاعب بطولة آسيان 2024. |                     |
| فييت تري                   | سوراكارتا | سوراكارتا | مانيلا              |
| ملعب فييت تري              | ملعب ماناهان | ملعب ماناهان | ملعب ريزال التذكاري |
| السعة: 20،000              | السعة: 20،000 | السعة: 20،000 | السعة: 12،880       |
|                            | | |                     |

## مرحلة المجموعات
معايير كسر التعادل
يتم تحديد الترتيب في كل مجموعة على النحو التالي:
1. أكبر عدد من النقاط التي تم الحصول عليه في جميع مباريات المجموعة؛
2. فارق الأهداف في جميع مباريات المجموعة؛
3. أكبر عدد من الأهداف المسجلة في جميع مباريات المجموعة.

إذا تساوى فريقان أو أكثر على أساس المعايير الثلاثة أعلاه، يتم تحديد المركز على النحو التالي:
1. نتيجة المباراة المباشرة بين الفرق المعنية؛
2. ركلات الترجيح في حالة تعادل الفريقين فقط، وقد التقيا في الجولة الأخيرة من المجموعة؛
3. إجراء قرعة من قبل اللجنة المنظمة.

### المجموعة الأولى
| كمبوديا                  | 2–2   | ماليزيا                  |
| ------------------------ | ----- | ------------------------ |
| - كوليبالي 52' - تاي 60' | تقرير | - ويلكين 35' - تيرني 74' |

| تيمور الشرقية | 0–10  | تايلاند                                                                                                   |
| ------------- | ----- | --- |
|               | تقرير | - ديفيس 4'، 32' - غوستافسون 17' - سوفانات 28'، 54' - سيكسان 56'، 61' - تيراساك 79'، 90+2' - ميكلسون 90+3' |

| سنغافورة             | 2–1   | كمبوديا       |
| -------------------- | ----- | ------------- |
| - فارس 9' - شوال 16' | تقرير | - تشانثيا 59' |

| ماليزيا                     | 3–2   | تيمور الشرقية                      |
| --------------------------- | ----- | ---------------------------------- |
| - شفيق 37' - جوشوا 70'، 83' | تقرير | - كزافييه 45+1' - جواو بيدرو 45+3' |

| تيمور الشرقية | 0–3   | سنغافورة                               |
| ------------- | ----- | -------------------------------------- |
|               | تقرير | - ناكامورا 76' (ركلة.) - شوال 83'، 90' |

| تايلاند       | 1–0   | ماليزيا |
| ------------- | ----- | ------- |
| غوستافسون 57' | تقرير |         |

| كمبوديا                  | 2–1   | تيمور الشرقية    |
| ------------------------ | ----- | ---------------- |
| - روتانا 42' - سوكنت 79' | تقرير | - جواو بيدرو 22' |

| سنغافورة              | 2–4   | تايلاند                                                          |
| --------------------- | ----- | ---------------------------------------------------------------- |
| - شوال 10' - فارس 34' | تقرير | - غوستافسون 45+3' - سوفانات 52' - بيرادون 90+3' - تيراساك 90+15' |

| تايلاند                               | 3–2   | كمبوديا                    |
| ------------------------------------- | ----- | -------------------------- |
| - أكارابونج 33'، 78' - تشاليرمساك 84' | تقرير | - نييتو 32' كوليبالي 90+6' |

| ماليزيا | 0–0   | سنغافورة |
| ------- | ----- | -------- |
|         | تقرير |          |

### المجموعة الثانية
| ميانمار | 0–1   | إندونيسيا                     |
| ------- | ----- | ----------------------------- |
|         | تقرير | - زين نيي نيي أونغ 76' (ه.ذ.) |

| لاوس                    | 1–4   | فيتنام                                                                            |
| ----------------------- | ----- | --------------------------------------------------------------------------------- |
| - بونكونج 90+5' (ركلة.) | تقرير | - نجوين هاي لونج 58' - نجوين تيان لينه 63' - نجوين فان تون 69' - نجوين فان في 82' |

| الفلبين                | 1–1   | ميانمار              |
| ---------------------- | ----- | -------------------- |
| - كريستنسن 72' (ركلة.) | تقرير | - مونغ مونغ لوين 25' |

| إندونيسيا                     | 3–3   | لاوس                                       |
| ----------------------------- | ----- | ------------------------------------------ |
| - كاديك 12' - فيراري 18'، 72' | تقرير | - فوسومبون 9' - فاثانا 13' - فانثافونج 77' |

| لاوس                 | 1–1   | الفلبين  |
| -------------------- | ----- | -------- |
| بالديسيمو 34' (ه.ذ.) | تقرير | رييس 77' |

| فيتنام                | 1–0   | إندونيسيا |
| --------------------- | ----- | --------- |
| - نغوين كوانغ هاي 77' | تقرير |           |

| ميانمار                                       | 3–2   | لاوس                       |
| --------------------------------------------- | ----- | -------------------------- |
| - لوين مو أونغ 32' - وين ناينج تون 87'، 90+3' | تقرير | - كيدافوني 77' - تشوني 81' |

| الفلبين      | 1–1   | فيتنام                |
| ------------ | ----- | --------------------- |
| - جايوسو 68' | تقرير | - دوان نجوك تان 90+7' |

| فيتنام                                                                                                | 5–0   | ميانمار |
| --- | ----- | ------- |
| - بوي في هاو 48' - رافاييلسون بيزيرا فيرنانديز 55'، 90' - نغوين كوانغ هاي 74' - نجوين تيان لينه 90+2' | تقرير |         |

| إندونيسيا | 0–1   | الفلبين              |
| --------- | ----- | -------------------- |
|           | تقرير | كريستنسن 63' (ركلة.) |

## مرحلة خروج المغلوب

### المسار
|  | نصف النهائي | نصف النهائي      | نصف النهائي | نصف النهائي | نصف النهائي |   |    | النهائي | النهائي | النهائي | النهائي | النهائي |  |
|  |             |                  |             |             |             |   |    |         |         |         |         |         |  |
|  | أ2          | سنغافورة         | 0           | 1           | 1           |   |    |         |         |         |         |         |  |
|  | أ2          | سنغافورة         | 0           | 1           | 1           |   |    |         |         |         |         |         |  |
|  | ث1          | فيتنام           | 2           | 3           | 5           |   |    |         |         |         |         |         |  |
|  | ث1          | فيتنام           | 2           | 3           | 5           |   | ث1 | فيتنام  | 2       | 3       | 5       |         |  |
|  |             |                  |             |             |             |   | ث1 | فيتنام  | 2       | 3       | 5       |         |  |
|  |             |                  | أ1          | تايلاند     | 1           | 2 | 3  |         |         |         |         |         |  |
|  | ث2          | الفلبين          | أ1          | تايلاند     | 1           | 2 | 3  | 2       | 1       | 3       |         |         |  |
|  | ث2          | الفلبين          |             |             |             |   |    |         |         | 3       |         |         |  |
|  | أ1          | تايلاند (ب.و.إ.) | 1           | 3           | 4           |   |    |         |         |         |         |         |  |

### نصف النهائي
| الفريق الأول | إجم. | الفريق الثاني | مباراة الذهاب | مباراة الإياب |
| ------------ | ---- | ------------- | ------------- | ------------- |
| سنغافورة     | 1–5  | فيتنام        | 0–2           | 1–3           |
| الفلبين      | 3–4  | تايلاند       | 2–1           | 1–3 (ب.و.إ.)  |

#### مباراة الذهاب
| سنغافورة | 0–2   | فيتنام                                                              |
| -------- | ----- | ------------------------------------------------------------------- |
|          | تقرير | - نجوين تيان لينه 90+11' (pen) - رافاييلسون بيزيرا فيرنانديز 90+14' |

| الفلبين                    | 2–1   | تايلاند       |
| -------------------------- | ----- | ------------- |
| - رييس 21' - ليناريس 90+5' | تقرير | - سوفانان 45' |

#### مباراة الإياب
| فيتنام                                                                           | 3–1   | سنغافورة       |
| -------------------------------------------------------------------------------- | ----- | -------------- |
| - رافاييلسون بيزيرا فيرنانديز 45+1' (ركلة.)، 63' - نجوين تيان لينه 90+3' (ركلة.) | تقرير | - ناكامورا 74' |

فازت فيتنام بنتيجة 5–1 في مجموع المباراتين.
| تايلاند                                       | 3–1 (ب.و.إ.) | الفلبين        |
| --------------------------------------------- | ------------ | -------------- |
| - Peeradol 37' - غوستافسون 54' - سوفانات 116' | تقرير        | - كريستنسن 84' |

فازت تايلاند بنتيجة 4–3 في مجموع المباراتين.

### النهائي
| فريق 1 | ن.نTooltip Aggregate score | فريق 2  | مباراة الذهاب | مباراة الإياب |
| ------ | -------------------------- | ------- | ------------- | ------------- |
| فيتنام | 5–3                        | تايلاند | 2–1           | 3–2           |

#### مباراة الذهاب
| فيتنام                                 | 2–1   | تايلاند          |
| -------------------------------------- | ----- | ---------------- |
| - رافاييلسون بيزيرا فيرنانديز 59'، 73' | تقرير | - تشاليرمساك 83' |

#### مباراة الإياب
| تايلاند                    | 2–3   | فيتنام                                                       |
| -------------------------- | ----- | ------------------------------------------------------------ |
| - ديفيس 28' - سوباتشوك 64' | تقرير | - فام توين هاي 8' - بانسا 82' (ه.ذ.) - نجوين هاي لونج 90+20' |

فازت فيتنام بنتيجة 5–3 في مجموع المباراتين.

## الإحصائيات

### البطل
| بطل بطولة آسيان 2024    |
| ----------------------- |
| · فيتنام · اللقب الثالث |

### الجوائز
| أفضل حارس مرمى  | أفضل لاعب                   | أفضل لاعب شاب   | الهداف                      |
| --------------- | --------------------------- | --------------- | --------------------------- |
| نجوين دينه تريو | رافاييلسون بيزيرا فيرنانديز | سوفانات مويانتا | رافاييلسون بيزيرا فيرنانديز |

### الهدافون
عدد الأهداف المُسجلة  91 هدفًا  في 26 مباراة، بمتوسط 3.5 هدفًا في المباراة الواحدة.
7 أهداف
- رافاييلسون بيزيرا فيرنانديز

4 أهداف
- شوال أنور
- باتريك غوستافسون
- سوفانات مويانتا
- نجوين تيان لينه

3 أهداف
- بيورن كريستنسن
- بين ديفيس
- تيراساك بويفيماي

هدفان
- عبد القادر كوليبالي
- محمد فيراري
- باولو جوشوا
- ساندرو رييس
- جواو بيدرو
- وين ناينج تون
- فارس رملي
- أكارابونج بومويسات
- بيرادون شامراتسامي
- سيكسان راتري
- تشاليرمساك أوكي
- نجوين هاي لونج
- نغوين كوانغ هاي
- كوغا ناكامورا

هدف
- هاف سوكنت
- سا تاي
- سينغ تشانثيا
- سور روتانا
- أندريس نييتو
- كاديك آريل
- بونفاتشان بونكونج
- تشوني وينباسوث
- كيدافوني سوفاني
- بيتر فانثافونج
- فاثانا فوماثيب
- فوسومبون بانيافونج
- فيرغوس تيرني
- ستيوارت ويلكين
- شفيق أحمد
- لوين مو أونغ
- مونغ مونغ لوين
- جارفي جايوسو
- كيك ليناريس
- نيكولاس ميكلسون
- سوباتشوك ساراتشارت
- سوفانان بوريرات
- أولغار كزافييه
- دوان نجوك تان
- بوي في هاو
- نجوين فان تون
- نجوين فان في
- فام توين هاي

هدف ذاتي
- زين نيي نيي أونغ (ضد إندونيسيا)
- مايكل بالديسيمو (ضد لاوس)
- بانسا هيمفيبون (ضد فيتنام)

### الانضباط
في البطولة، تم إيقاف اللاعب عن المباراة التالية في المسابقة بسبب حصوله على البطاقة الحمراء أو تراكم بطاقتين صفراوين في مباراتين مختلفتين.
المخالفات التالية تبرر الإيقاف خلال البطولة:
| اللاعب              | البطاقة                                                              | موقوف عن مباراة                                  |
| ------------------- | -------------------------------------------------------------------- | ------------------------------------------------ |
| بيرادون تشامراتسامي | في مباراة الإياب من نهائي 2022 ضد فيتنام                             | المجموعة الأولى ضد تيمور الشرقية (8 ديسمبر 2024) |
| واي لين أونج        | في المجموعة الثانية ضد إندونيسيا · في المجموعة الثانية ضد الفلبين    | المجموعة الثانية ضد لاوس (18 ديسمبر 2024)        |
| مارسيلينو فرديناند  | في المجموعة الثانية ضد لاوس                                          | المجموعة الثانية ضد فيتنام (15 ديسمبر 2024)      |
| فاثانا فوماثيب      | في المجموعة الثانية ضد إندونيسيا · في المجموعة الثانية ضد الفلبين    | المجموعة الثانية ضد ميانمار (18 ديسمبر 2024)     |
| يويداي اوغاوا       | في المجموعة الأولى ضد سنغافورة · في المجموعة الأولى ضد تيمور الشرقية | المجموعة الأولى ضد تايلاند (20 ديسمبر 2024)      |
| مونغ مونغ لوين      | في المجموعة الثانية ضد إندونيسيا · في المجموعة الثانية ضد لاوس       | المجموعة الثانية ضد فيتنام (21 ديسمبر 2024)      |
| أماني اغينالدو      | في المجموعة الثانية ضد إندونيسيا · في المجموعة الثانية ضد فيتنام     | نصف النهائي ضد تايلاند (27 ديسمبر 2024)          |

### الترتيب النهائي
المباريات التي انتهت في الوقت الإضافي احتُسِبت ضمن الانتصارات والهزائم، في حين احتُسِبت المباريات التي انتهت بركلات الجزاء الترجيحية على أنها تعادلات.
| م  | الفريق        | لعب | ف | ت | خ | أ.له | أ.ع | أ.ف | نقاط | Final result  |
| -- | ------------- | --- | - | - | - | ---- | --- | --- | ---- | ------------- |
| 1  | فيتنام        | 8   | 7 | 1 | 0 | 21   | 6   | +15 | 22   | البطل         |
| 2  | تايلاند       | 8   | 5 | 0 | 3 | 25   | 12  | +13 | 15   | الوصيف        |
| 3  | الفلبين       | 6   | 2 | 3 | 1 | 7    | 7   | 0   | 9    | نصف النهائي   |
| 4  | سنغافورة      | 6   | 2 | 1 | 3 | 8    | 10  | −2  | 7    | نصف النهائي   |
|    |               |     |   |   |   |      |     |     |      |               |
| 5  | ماليزيا       | 4   | 1 | 2 | 1 | 5    | 5   | 0   | 5    | دور المجموعات |
| 6  | كمبوديا       | 4   | 1 | 1 | 2 | 7    | 8   | −1  | 4    | دور المجموعات |
| 7  | إندونيسيا     | 4   | 1 | 1 | 2 | 4    | 5   | −1  | 4    | دور المجموعات |
| 8  | ميانمار       | 4   | 1 | 1 | 2 | 4    | 9   | −5  | 4    | دور المجموعات |
| 9  | لاوس          | 4   | 0 | 2 | 2 | 7    | 11  | −4  | 2    | دور المجموعات |
| 10 | تيمور الشرقية | 4   | 0 | 0 | 4 | 3    | 18  | −15 | 0    | دور المجموعات |

## التسويق

### الكرة الرسمية
تم الكشف عن الكرة الرسمية للبطولة، Adidas Tiro Pro، في 14 أغسطس 2024.  ويمثل هذا عودة شركة أديداس كمورد رسمي لبطولة الآسيان بعد 20 عامًا.

### الرعاة
| شريك الاسم          | الشركاء المقدمون | الرعاة الرسميون                                                         | شريك الأداء الرسمي |
| ------------------- | ---------------- | ----------------------------------------------------------------------- | ------------------ |
| - ميتسوبيشي إلكتريك | - MSIG - Shopee  | - أكور - Acecook Vietnam - طيران آسيا - Amartha - Pocari Sweat - يانمار | - أديداس           |

## التغطية الاعلامية
| القنوات الناقلة لبطولة آسيان 2024 في جنوب شرق آسيا | القنوات الناقلة لبطولة آسيان 2024 في جنوب شرق آسيا                                               | القنوات الناقلة لبطولة آسيان 2024 في جنوب شرق آسيا                      | القنوات الناقلة لبطولة آسيان 2024 في جنوب شرق آسيا | القنوات الناقلة لبطولة آسيان 2024 في جنوب شرق آسيا |
| الدولة                                             | الباقة الناقلة                                                                                   | القناة                                                                  | الإذاعة                                            | البث المباشر |
| -------------------------------------------------- | ------------------------------------------------------------------------------------------------ | ----------------------------------------------------------------------- | -------------------------------------------------- | --- |
| بروناي                                             | RTB، Astro                                                                                       | RTB Aneka، Astro Arena                                                  | —                                                  | RTBGo، Astro GO، Sooka |
| كمبوديا                                            | Bayon Television                                                                                 | BTV Cambodia                                                            | —                                                  | — |
| إندونيسيا                                          | MNC Media                                                                                        | آر سي تي آي، GTV، iNews، Soccer Channel، Sportstars                     | MNC Trijaya FM                                     | Vision+، Blive |
| لاوس                                               | BG Sports Co.                                                                                    | —                                                                       | —                                                  | BG SPORTS |
| ماليزيا                                            | Astro                                                                                            | Astro Arena                                                             | —                                                  | Astro GO، Sooka |
| ميانمار                                            | Sky Net                                                                                          | Sky Net Sports HD، Sky Net Sports 4                                     | —                                                  | — |
| الفلبين                                            | TAP DMV                                                                                          | Premier Football and Sports channels                                    | —                                                  | Matchday+ |
| سنغافورة                                           | ميدياكورب ‏                                                                                       | CH5                                                                     | —                                                  | meWATCH |
| تايلاند                                            | Triple V Broadcast Co.، Ltd.، BG Sports Co.، AIS Play، Kong Salak Plus، TrueVisions، beIN Sports | Thairath TV، True Sports 2، True Sports 7، beIN Sports 1، beIN Sports 2 | —                                                  | يوتيوب: THAIRATH TV Originals Thairath Sport BG SPORTS فيسبوك: ThairathTV Thairath Sport BG Sports Nok Plus المنصات الإلكترونية: AIS Play، TrueVisions Now |
| فيتنام                                             | FPT Play، VTV                                                                                    | VTV2، VTV5، VTV Cần Thơ                                                 | —                                                  | FPT Play، VTVgo |
| القنوات التلفزيونية الدولية لبطولة آسيان 2024      |                                                                                                  |                                                                         |                                                    | |
| بقية العالم                                        | يوتيوب                                                                                           | —                                                                       | —                                                  | ASEAN United FC |
| الصين                                              | Leisu                                                                                            | Leisu Sports Channel                                                    | —                                                  | Leisu TV |
| كوريا الجنوبية                                     | Eclat Media                                                                                      | SPOTV                                                                   | —                                                  | SPOTV Now |

## حوادث وخلافات

### مشكلة المشجعين المشاغبين
بعد نهاية مباراة المجموعة الأولى بين ماليزيا وسنغافورة في ملعب بوكيت جليل الوطني في كوالالمبور، والتي أعقبتها إقصاء ماليزيا، بدأت مجموعة من المشجعين الماليزيين في إظهار تصرفات غير محترمة من خلال حمل علم سنغافورة مقلوبًأ. بعد ذلك، استهدفت المجموعة محطة قطار خفيف في محطة بندر تاسيك سيلاتان ‏ وألحقت بها أضرارًا.  وقد ظهر هذا الموقف العنيف من المشجعين الماليزيين غير المسؤولين في وقت سابق أيضًا عندما ألقت الشرطة القبض على أحدهم بتهمة قتل امرأة.  نتيجة لمزيد من الاشتباكات بين مشجعي كرة القدم المتعصبين الماليزيين والتايلانديين بعد مباراة ماليزيا ضد تايلاند، أصيب أحد المشجعين الماليزيين.  

### انتقادات لمستوى الحكام
خلال مباراة إياب الدور نصف النهائي بين الفلبين وتايلاند على ملعب راجامانجالا في بانكوك، أثناء عملية البناء لهدف تايلاند في الدقيقة 37، بدا الأمر كما لو أن الكرة كانت بالفعل خارج الملعب قبل أن يعيدها سيكسان راتري، الذي مررها عرضيًا إلى داخل منطقة الجزاء لزميله بيرادول تشامراسامي. تم احتساب الهدف بقرار من الحكم، على الرغم من احتجاجات الجانب الفلبيني.
كانت هناك حوادث كان ينبغي لتقنية حكم الفيديو المساعد أن تتدخل فيها، بما في ذلك خطأ في الدقيقة الرابعة من تدخل فام توان هاي العدواني ضد جوناثان خيمدي ‏، وقد حدث هذا قبل أن يسجل توان هاي هدف فيتنام في وقت لاحق من الدقيقة الثامنة. كما وقعت حادثة لمسة يد خارج منطقة الجزاء من قبل حارس المرمى نجوين دينه تريو ‏ مما أدى إلى عدم اكتمال فرصة تسجيل هدف لسوبانات مويانتا في الدقيقة 62. كان حكم الفيديو المساعد قد فحص إمكانية احتساب ركلة جزاء في الدقيقة 85 بعد تدخل فام شوان مانه ‏ ضد سوفانان بوريرات داخل منطقة الجزاء لكن شوان مانه لمس الكرة أولاً. 

### انتقادات لانتهاك الروح الرياضية
في الدقيقة 64 من مباراة إياب نهائي بطولة آسيان 2024 بين تايلاند وفيتنام، سجلت تايلاند هدفًا مفاجئًا من تسديدة بعيدة المدى من سوباتشوك ساراتشات، مما رفع النتيجة إلى 2–1 لصالح تايلاند. سبق ذلك إخراج لاعبي فيتنام الكرة من الملعب بسبب إصابة زميلهم. ثم عندما أصبحت الكرة في اللعب، قرر اللاعبون التايلانديون لعب الكرة والتسجيل. في حين أن هذا لا يتعارض مع قوانين اللعبة، فمن المعتاد أن يقوم الفريق المنافس بإعادة الكرة في هذه الحالة.

### انتقادات لإدارة اتحاد آسيان لكرة القدم للبطولة
منذ فترة طويلة، كانت بطولة آسيان لكرة القدم معروفة بإدارتها غير الاحترافية في العديد من الجوانب. وأظهرت مسابقة هذا العام أيضًا العديد من الأخطاء الهواة التي ارتكبتها اللجنة المنظمة، مثل مشاكل الجدولة، مما تسبب في لعب معظم الفرق لمبارياتها المتعددة خلال فترة زمنية أقل من 72 ساعة، مما أثر على التعافي بعد المباراة، وأدى إلى إصابات متعددة بسبب عبء اللعب المفرط مقارنة بأهمية ومكانة المنافسة. لا تقام البطولة خلال تقويم أيام الفيفا، لذا فإن معامل النقاط هو الأدنى في نظام تسجيل النقاط للفيفا.
كانت المنافسة معروفة أيضًا بشدتها من حيث عدد المباريات، مما تسبب في سفر الفرق عبر عدة مناطق للعب خلال فترة زمنية صغيرة بين كل مباراة.   

### ميداليات معيبة
حصل المهاجم الفيتنامي نجوين تيان لينه على ميدالية ذهبية "فريدة من نوعها" خلال حفل توزيع جوائز البطولة، في ملعب راجامانجالا. رغم أنها ميدالية ذهبية، إلا أنها تحمل عبارة "الوصيف" مكتوبة عليها. لم تكن ميدالية فضية مخصصة للفريق الوصيف، بل ميدالية ذهبية معيبة، حيث أن الميداليات الذهبية الأخرى الممنوحة لزملائه في الفريق تحتوي على كلمة "بطل". وعندما قام المنظمون بتوزيع الميداليات، لم يدرك تيان لينه ذلك بنفسه، حيث واصل هو وزملاؤه الاحتفال ورفع الكأس كالمعتاد. وكان مهاجم المنتخب الفيتنامي يحمل الميدالية والتقط صورة لإظهارها على وسائل التواصل الاجتماعي. ولم يتمكن المهاجم من اكتشاف ما هو مكتوب إلا بعد أن أشار المشجعون عبر الإنترنت إلى كلمة "الوصيف" في الصورة. أعلن اتحاد كرة القدم الفيتنامي أنه سيعمل مع اتحاد آسيان لكرة القدم على تبديل الميدالية بواحدة "أصلية" لتيان لينه. تلقت اللجنة المنظمة طلب االاعب، واعتذرت عن الحادث غير المتوقع وأكدت أنها ستمنح تيان لينه ميدالية ذهبية "أصلية" مثل زملائه الآخرين في الفريق.

## أنظر أيضًا
- بطولة آسيان للشباب تحت 16 سنة 2024
- بطولة آسيان للشباب تحت 19 سنة 2024
- بطولة آسيان للأندية 2024–25

## الملاحظات
1. 1 2 3  Singapore played their home games at the Jalan Besar Stadium from the knockout stage، as the National Stadium – Singapore's home stadium in the group stage – was booked for a concert of جيه جيه لين on 28 and 29 ديسمبر.
2. ↑  لعبت تيمور الشرقية مبارياتها على أرضها في مكان محايد، بسبب فشل الملعب الوطني في ديلي في تلبية معايير الاتحاد الدولي لكرة القدم.
3. 1 2  Vietnam originally planned to play its home matches at the Mỹ Đình National Stadium، but later the stadium was booked for a concert on 7 and 9 ديسمبر.[12] As a result، Vietnam hosted its game at the Việt Trì Stadium.[13]
4. ↑  خاضت إندونيسيا مبارياتها في مرحلة المجموعات في سوراكارتا، قبل أن تنتقل إلى بوكور أو سورابايا في حال تأهلها إلى الأدوار الإقصائية.[14]

1. ↑  كما هو الحال أيضًا مع قناة FPT Play على يوتيوب، هناك تعليق "عاطفي" بديل.

## وصلات خارجية
- Official website